# Marathon aux Jeux olympiques d'été de 1972
Navigation
Mexico 1968 Montréal 1976
L'épreuve du marathon aux Jeux olympiques de 1972 s'est déroulée le 10 septembre 1972 dans les rues de Munich, en République fédérale d'Allemagne avec un départ et une arrivée situés au Stade olympique.  Elle est remportée par l'Américain Frank Shorter dans le temps de 2 h 12 min 19 s.

## Résultats
| Rang               | Athlète                    | Pays                 | Temps           |
| ------------------ | -------------------------- | -------------------- | --------------- |
| Médaille d'or      | Frank Shorter              | États-Unis           | 2 h 12 min 19 s |
| Médaille d'argent  | Karel Lismont              | Belgique             | 2 h 14 min 31 s |
| Médaille de bronze | Mamo Wolde                 | Éthiopie             | 2 h 15 min 08 s |
| 4e                 | Kenneth Moore              | États-Unis           | 2 h 15 min 39 s |
| 5e                 | Kenji Kimihara             | Japon                | 2 h 16 min 27 s |
| 6e                 | Ron Hill                   | Royaume-Uni          | 2 h 16 min 30 s |
| 7e                 | Donald MacGregor           | Royaume-Uni          | 2 h 16 min 34 s |
| 8e                 | Jack Foster                | Nouvelle-Zélande     | 2 h 16 min 56 s |
| 9e                 | Jack Bacheler              | États-Unis           | 2 h 17 min 38 s |
| 10e                | Lengissa Bedane            | Éthiopie             | 2 h 18 min 36 s |
| 11e                | Seppo Nikkari              | Finlande             | 2 h 18 min 49 s |
| 12e                | Akio Usami                 | Japon                | 2 h 18 min 58 s |
| 13e                | Derek Clayton              | Australie            | 2 h 19 min 49 s |
| 14e                | Yuri Velikorodnykh         | Union soviétique     | 2 h 20 min 02 s |
| 15e                | Anatoly Baranov            | Union soviétique     | 2 h 20 min 10 s |
| 16e                | Paul Angenvoorth           | Allemagne de l'Ouest | 2 h 20 min 19 s |
| 17e                | Richard Mabuza             | Swaziland            | 2 h 20 min 39 s |
| 18e                | Demisse Wolde              | Éthiopie             | 2 h 20 min 44 s |
| 19e                | Reino Paukkonen            | Finlande             | 2 h 21 min 06 s |
| 20e                | Colin Kirkham              | Royaume-Uni          | 2 h 21 min 54 s |
| 21e                | Antonio Brutti             | Italie               | 2 h 22 min 12 s |
| 22e                | Dave McKenzie              | Nouvelle-Zélande     | 2 h 22 min 19 s |
| 23e                | Daniel McDaid              | Irlande              | 2 h 22 min 25 s |
| 24e                | Renato Martini             | Italie               | 2 h 22 min 41 s |
| 25e                | Eckhard Lesse              | Allemagne de l'Est   | 2 h 22 min 49 s |
| 26e                | Jacinto Sabinal            | Mexique              | 2 h 22 min 56 s |
| 27e                | Gyula Tóth                 | Hongrie              | 2 h 22 min 59 s |
| 28e                | Fernand Kolbeck            | France               | 2 h 23 min 01 s |
| 29e                | Hernán Barreneche          | Colombie             | 2 h 23 min 40 s |
| 30e                | Jørgen Jensen              | Danemark             | 2 h 24 min 00 s |
| 31e                | Manfred Steffny            | Allemagne de l'Ouest | 2 h 24 min 25 s |
| 32e                | Lutz Philipp               | Allemagne de l'Ouest | 2 h 24 min 25 s |
| 33e                | Ferenc Szekeres            | Hongrie              | 2 h 25 min 17 s |
| 34e                | Terry Manners              | Nouvelle-Zélande     | 2 h 25 min 29 s |
| 35e                | Igor Cherbak               | Union soviétique     | 2 h 25 min 37 s |
| 36e                | Yoshiaki Unetani           | Japon                | 2 h 25 min 59 s |
| 37e                | Kim Chang-Son              | Corée du Nord        | 2 h 26 min 45 s |
| 38e                | Franco de Menego           | Italie               | 2 h 26 min 52 s |
| 39e                | Agustin Fernández-Diaz     | Espagne              | 2 h 27 min 14 s |
| 40e                | Edward Stawiarz            | Pologne              | 2 h 28 min 12 s |
| 41e                | Armando Aldegalega         | Portugal             | 2 h 28 min 24 s |
| 42e                | Desmond McGann             | Irlande              | 2 h 28 min 31 s |
| 43e                | Carlos Cuque               | Guatemala            | 2 h 28 min 37 s |
| 44e                | Alfons Sidler              | Suisse               | 2 h 29 min 09 s |
| 45e                | Alfredo Penaloza           | Mexique              | 2 h 29 min 51 s |
| 46e                | Walter Van Renterghem      | Belgique             | 2 h 29 min 58 s |
| 47e                | Donald Walsh               | Irlande              | 2 h 31 min 12 s |
| 48e                | Álvaro Mejía               | Colombie             | 2 h 31 min 56 s |
| 49e                | Ryu Man-Hyong              | Corée du Nord        | 2 h 32 min 29 s |
| 50e                | Carlos Pérez               | Espagne              | 2 h 33 min 22 s |
| 51e                | Rafael Tadeo               | Mexique              | 2 h 35 min 48 s |
| 52e                | Víctor Mora                | Colombie             | 2 h 37 min 34 s |
| 53e                | Fernando Molina            | Argentine            | 2 h 38 min 18 s |
| 54e                | Julio Quevedo              | Guatemala            | 2 h 40 min 38 s |
| 55e                | Ramón Cabrera              | Argentine            | 2 h 42 min 37 s |
| 56e                | Matthews Kambale           | Malawi               | 2 h 45 min 50 s |
| 57e                | Hla Thein                  | Birmanie             | 2 h 48 min 53 s |
| 58e                | Ricardo Condori            | Bolivie              | 2 h 56 min 11 s |
| 59e                | Fulgence Kwabu             | Ouganda              | 2 h 57 min 04 s |
| 60e                | Bhakta Bahadur Sapkota     | Népal                | 2 h 57 min 58 s |
| 61e                | Crispin Quispe             | Bolivie              | 3 h 07 min 22 s |
| 62e                | Maurice Charlotin          | Haïti                | 3 h 29 min 21 s |
| —                  | Gaston Roelants            | Belgique             | DNF             |
| —                  | Rodolfo Gómez              | Nicaragua            | DNF             |
| —                  | İsmail Akçay               | Turquie              | DNF             |
| —                  | Nazario Araujo             | Argentine            | DNF             |
| —                  | Juvenal Rocha              | Bolivie              | DNF             |
| —                  | Pekka Tiihonen             | Finlande             | DNF             |
| —                  | Richard Juma               | Kenya                | DNF             |
| —                  | Jama Awil Aden             | Somalie              | DNF             |
| —                  | Lucien Rosa                | Sri Lanka            | DNF             |
| —                  | Shagi Musa Medani          | Soudan               | DNF             |
| —                  | Julius Wakachu             | Tanzanie             | DNF             |
| —                  | Jit Bahadur Khatri Chhetri | Népal                | DNF             |

## Légende
Records et Performances
- AR : Record continental (area record)
- CR : Record des championnats (championship record)
- MR : Record du meeting (meet record)
- NR : Record national (national record)
- OR : Record olympique (olympic record)
- PR : Record paralympique (paralympic record)
- PB : Record personnel (personal best)
- SB : Meilleure performance personnelle de la saison (season's best)
- WL : Meilleure performance mondiale de l'année (world leader)
- WJR : Record du monde junior (world junior record)
- WR : Record du monde (world record)

Circonstances et Conditions
- DNF : N'a pas terminé (did not finish)
- DNS : N'a pas pris le départ (did not start)
- DQ : Disqualification (disqualification)
- NM : Aucun essai valable enregistré (No Mark)
- Q : Qualifié « directement » au prochain tour (ou à la prochaine compétition), lors d'une compétition majeure, grâce au classement ou à la réalisation des minima (automatic qualifier)
- q : Qualifié au prochain tour (ou à la prochaine compétition), lors d'une compétition majeure, grâce au repêchage ou à la réalisation de l'une des meilleures performances parmi celles des « non qualifiés directement » (grâce au meilleur temps ou à la meilleure distance par exemple) (secondary qualifier)